# Rečice (Olovo)
Pour l’article homonyme, voir Rečice.
Rečice (en serbe cyrillique : Речице) est un village de Bosnie-Herzégovine. Il est situé dans la municipalité d'Olovo, dans le canton de Zenica-Doboj et dans la fédération de Bosnie-et-Herzégovine. Selon les premiers résultats du recensement bosnien de 2013, il ne compte aucun habitant.
Avant la guerre de Bosnie-Herzégovine, le village faisait entièrement partie de la municipalité de Han Pijesak ; après la guerre, son territoire a été partiellement intégré à la municipalité d'Olovo, rattachée à la fédération de Bosnie-et-Herzégovine ; la partie située dans la république serbe de Bosnie porte le nom de Rečica.

## Démographie

### Évolution historique de la population
| 1948 | 1953 | 1961 | 1971 | 1981 | 1991 | 2013 |
| ---- | ---- | ---- | ---- | ---- | ---- | ---- |
| -    | -    | 147  | 147  | 74   | 46   | 0    |

|  |